# 極速賽車手
《極速賽車手》（英語：Speed Racer）是一部2008年的美國真人冒險競速電影，改編1960年代日本動畫系列「馬赫GoGoGo（マッハGoGoGo）」，由沃卓斯基姐弟（變性後現為姐妹）聯合執導與改編製作。影片早從1992年開始策劃，期間不停地更換編劇和導演，直到知名製片喬·西佛和沃卓斯基兄弟聯手合作，才開始執行製作把本片作為一部家庭電影，如此可吸引更加廣泛的大眾群。演員艾米爾·賀許（Emile Hirsch）飾演男主角駭速（Speed），克莉絲汀·蕾茜飾演駭速的女友崔西（Trixie）。
《極速賽車手》在柏林的巴貝斯堡製片廠（Babelsberg Studios）執行製作，電影中以色键（greenscreen）為背景的拍攝地點。《極速賽車手》相關玩具和电子游戏將與電影上映同步上市。電影首映在2008年5月3日作為三角地影展（Tribeca Film Festival）的閉幕片，北美和台灣於5月9日同步上映。

## 演員
| 演員          | 角色               | 角色       |
| ------------- | ------------------ | ---------- |
| 艾米爾·賀許   | Speed Racer        | 駭速       |
| 約翰·古德曼   | Pops Racer         | 駭速老爹   |
| 蘇珊·莎蘭登   | Mom Racer          | 駭速老媽   |
| 克莉絲汀·蕾茜 | Trixie             | 催西       |
| 斯科特·波特   | Rex Racer          | 雷克斯     |
| 馬修·福克斯   | Racer X            | 雷速X      |
| Nayo Wallace  | Minx               | 雷速X女友  |
| 真田廣之      | Mr. Musha          | 武速       |
| Rain·鄭智薰   | Taejo Togokhan     | 天速       |
| 余男          | Haruko Togakhan    | 天速姊荷蘿 |
| 理察·朗崔     | Ben Burns          | 班伯恩斯   |
| 班諾·福曼     | Inspector Detector | 播報員     |
| 羅傑·艾倫     | Royalton           | 羅伊頓     |
| 基克·古利     | Sparky             | 史巴基     |
| 保利·里特     | Spritle            | 史匹托     |
| 黑猩猩        | Chim Chim          | 猩猩       |

## 內容

### 比賽賽道
雷頭賽（THUNDERHEAD RACEWAY）
雷頭賽是駭速參加的地方性比賽，賽程中會遇到淺灘、曲路和彎路。雷克斯快手與他的愛車馬赫4（MACH4）一直是這項比賽的紀錄保持者。雖然雷頭賽是世界級的比賽，但它並不是世界賽車聯盟的主要比賽。
富士賽（FUJI HELEXICON）
富士賽屬於世界賽車聯盟的大聯盟賽，地點在一處熱帶群島，沿途風光明媚，背景是大自然的火山，以及超現代化的建築，靈感來自國際知名建築師的作品。在這項刺激的競賽中，參賽車子穿梭在熱帶景觀中，陪襯著發亮的海面，賽程中有驚險萬分的曲路和彎路。
基督之家大賽（CASA CRISTO ROAD RALLY）
基督之家賽是全國性的大賽，橫跨兩大洲、三個不同氣候區，全程長達5千公里，是一項險象環生的越野賽。途中會出現最曲折迂迴及變化莫測的地形，從慕克蘭那（Muqranna）的拱門和圓柱，經過基督之家懸崖及贊努比亞沙漠（Aunubian Desert），到馬爾他冰洞（Maltese lce Caves）。雖然世界賽車聯盟極力防止企業操縱比賽，但這項大賽仍暗中佈滿不法的陷阱，包括矛鉤、爆胎柄及彈射器，使得基督之家大賽變成一個測試參賽者耐力的野蠻競賽又稱為「嚴酷的考驗」（Crucible）只要第一個跑完全程的選手便會自動晉級成長距大奬賽的入圍參賽者。
長距大奬賽（GRAND PRIX）
長距大獎賽的跑道建造在國際都市（Cosmopolis）的中心地帶，規模十分龐大。這個比賽有驚人的摩天樓跑道，以及大角度的傾坡、環路及蝴蝶型彎路，是全世界最令人驚嘆、最震撼人心的最高級賽車比賽。賽程會經過令人難以想像的高樓跑道，只要不慎落下絶對死路一條，還有複雜的立體交流道及驚人的環路地段。這項比賽備受全球屬目，比賽過程在80個國家同步放送。

## 企劃
- 1992年九月，華納兄弟宣稱取得版權拍攝動畫「馬赫GoGoGo」真人動作電影《極速賽車手》，由Silver Pictures（英语：Silver Pictures）公司所出品。[1]
- 1994年十月，歌手亨利·羅林斯被提出扮演電影中雷速X（Racer X）一角。[2]
- 1995年六月，演員強尼·戴普被選中擔綱《極速賽車手》中的主要角色「駭速」，前製期預計開始於接下來的十月展開[3]，在加利福尼亞州和亞利桑那州進行影片製作。[4]接連著八月，強尼·戴普因個人私事向片場要求休假，而延遲電影拍攝製作。[5]然而由於高額預算[6]，同年八月執導《極速賽車手》的導演朱利安·坦普（英语：Julien Temple）離開此拍攝企劃案，電影拍攝缺乏導演，強尼·戴普也脫離本片企劃。片場考慮找導演葛斯·范·桑來取代朱利安·坦普[7]，然而葛斯·范桑並非善於改編劇本。[8]
- 1997年十二月，片場暫時地找來導演艾方索·柯朗來執導本片。[9]在本拍攝企劃的多次更替，編劇家馬克·雷文（英语：Marc Levin）、珍妮佛·富雷克（Jennifer Flackett）、J·J·亞柏拉罕和派屈克·瑞德·強森（Patrick Read Johnson）都曾被僱用來編寫本片劇本。[10]
- 2000年九月，華納兄弟和製片羅蘭·舒勒·唐納（英语：Lauren Shuler Donner）請來編劇導演Hype Williams（英语：Hype Williams）來執導《極速賽車手》。[11]
- 2001年十一月，片廠找來編劇家克里斯蒂安（Christian Gudegast）和保羅·舒林，支付給於兩人一百二十萬美元來寫本片劇本。最後，仍然沒有一個製作提案能夠進行。
- 2004年六月，演員文斯·范恩帶頭恢復此拍攝企劃，願意出演片中角色讓選角的發展更為穩固。文斯·范恩擔任雷速X（Racer X）一角，且同為拍攝企劃的執行製片。隨著製作仍未積極展開，文斯·范恩最後也放棄本片拍攝計劃。[12]

## 製作
- 2006年十月，片場請來導演沃卓斯基兄弟為《極速賽車手》編劇和執導本片，製作人是先前與他們合作過《駭客任務》系列及《V怪客》的知名製片喬·西佛。他表示導演沃卓斯基兄弟希望影片能擴及更為廣泛的觀眾群，美國電影協會的分級制度不超過R級。曾為《駭客任務》贏得奧斯卡最佳視覺效果獎的視覺特效總監約翰·蓋特（英语：John Gaeta），也加入製作團隊幫忙《極速賽車手》的真人化呈現。影片製作為趕在2008年夏天的上映，於2007年夏天的歐洲當地開展。[13]
- 2006年十一月，《極速賽車手》上映日期預計在2008年5月23日全球同步播映。[14]製作人喬·西佛表示《極速賽車手》會是一部家庭片，同於沃卓斯基兄弟目標拍出一部適合闔家觀賞的影片。[15]
- 2007年二月，沃卓斯基兄弟選擇德國的巴貝斯堡製片廠（Babelsberg Studios）製作《極速賽車手》。[16]緊接著在三月，導演公佈上映檔期提前兩個禮拜到2008年5月9日。[17]
- 2007年6月5日在柏林開始著手進行製作[15]，影片拍攝長達六十天的時間，全部以綠幕為背景。[18]沃卓斯基兄弟首次以高解析度影像（英语：high-definition video）製作電影[19]，導演使用攝影機把前景和背景合成一起，表現出真實動畫感，[20]根據Silver影像公司表示，影片會呈現一種「復古未來」（retro future）的樣貌。主角駭速的賽車「馬赫5」（Mach 5），是台真正能開的賽車。[21]
- 電影製作在2007年8月25日完成。[22]沃卓斯基兄弟取得電視動畫系列的主題曲和音效版權，使用於電影。

## 特效技術
《駭客任務》（Matrix）系列電影導演華卓斯基兄弟從電腦玩到賽車，這回他們不像《駭客》那樣把動畫做到「如真」的地步，結合他們改編《V怪客》的一些如漫畫式的技巧，運用在《極速賽車手》上，優游於手繪漫畫風格、2D動畫風格及3D動畫風格之間，他們稱這種視覺特效為「真人動畫影像」，方法是利用多層的視覺技術讓前景、中景和背景都能在焦距之內，很類似傳統的2D動畫，他們把這種技術稱為「2½D技術」。
視覺特效鏡頭總監丹葛拉斯（Dan Glass）表示：「影片中，無論是前景、中景或背景，每一層影像都是分別創造出來。各層的平面可以互相移動，表現出我們小時候看卡通時的質感，令人懷念。」讓特效有更大的發揮空間，也肯定導演的「2½D技術」創意：「我們的透視效果與眾不同，視覺上做出許多有創意的突破。」華卓斯基兄弟設計了更緊湊的賽事，增加電影的戲劇張力和賽車的緊張度，同時劇情結合他們所謂的「2½D技術」，可以運用層層相疊的多層的視覺技術，將人物表情集合在一起，濃縮了情緒；將「周邊配角」的人物身分，快速「翻閱」，加速劇情節奏。

## 致敬

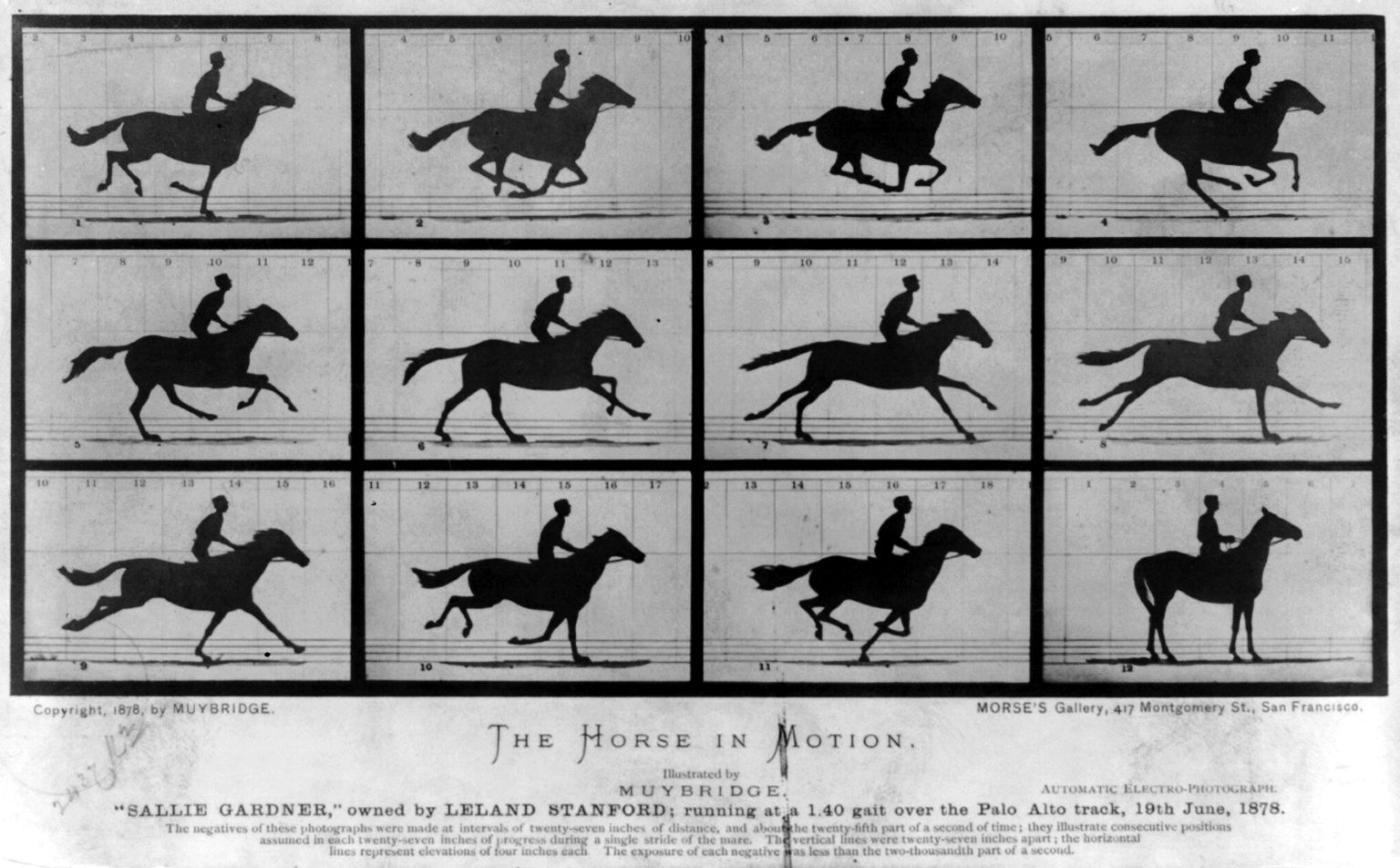
梅勃立奇的“動態中的馬”

電影中最後一場的長距大獎賽，就是華卓斯基兄弟為了向19世紀的前衛攝影大師愛德爾得·梅勃立奇（Eadweard Muybridge）致敬，因而打造出的一種視覺幻象。梅勃立奇的作品是以多架攝影機拍下連續影像而著名，華卓斯基兄弟之前就是利用這種攝影技巧的原理創造出《駭客任務》中的「子彈時間」（Bullet time）效果。
長距大獎賽中有一條直線跑道很特別，此處牆上佈以一連串的黑白相間影像。正當駭速及他的競爭對手加速衝過螢幕時，這些連續鏡頭產生了如同斑馬奔跑的效果，類似梅勃立奇著名的連續照片影像「動態中的馬」（The Horse in Motion）。約翰蓋塔表示：「我們有幸能夠利用這樣的靈感，這裡像是斑馬活動畫片的影像基本上是回應《駭客任務》中的『子彈時間』效果。我們在背景中注入許多幻覺效果，其中一些是向梅勃立奇的攝影作品致敬。」

## 評價
影評人給予《駭速快手》的評價褒貶不一。匯總媒體網站爛番茄基於214條評論，給出40%的新鮮度，平均評分為5.14/10，而Metacritic則根據37篇影評給予37分（滿分100）。觀眾方面，據CinemaScore進行的調查，觀眾的平均評價於A+至F間落於「A-」。

## 外部連結
- 官方網站 （页面存档备份，存于）
- 開眼電影網上《駭速快手》的資料（繁體中文）
- 豆瓣电影上《极速赛车手》的資料 （简体中文）
- 时光网上《极速赛车手》的資料（简体中文）
- AllMovie上《極速賽車手》的资料（英文）
- 爛番茄上《極速賽車手》的資料（英文）
- Box Office Mojo上《極速賽車手》的資料（英文）
- TCM电影资料库上《極速賽車手》的资料（英文）
- Metacritic上《極速賽車手》的資料（英文）
- About.com上《極速賽車手 （页面存档备份，存于）》的資料（英文）
- 互联网电影数据库（IMDb）上《極速賽車手》的资料（英文）